# خربان (يريم)

تعديل مصدري - تعديل

خربان محلة تابعة لقرية يلالة، التابعة لعزلة خودان بمديرية يريم إحدى مديريات محافظة إب في الجمهورية اليمنية.، بلغ تعداد سكانها 145 حسب تعداد اليمن لعام 2004.